# Malrevers

Malrevers este o comună în departamentul Haute-Loire, Franța. În 2009 avea o populație de 711 de locuitori.